# Острівське
Острівське́ — селище Курахівської міської громади Покровського району Донецької області, Україна. Населення становить 200 осіб.

## Загальні відомості
Відстань до райцентру становить близько 16 км і проходить автошляхом місцевого значення. Розташоване на березі Курахівського водосховища. У селищі зупинний пункт Врубівник.

## Населення
За даними перепису 2001 року населення селища становило 323 особи, з них 55,42 % зазначили рідною мову українську, 43,03 % — російську та 1,55 % — білоруську мову.